# Litteraturåret 1897

## Händelser
- Albert Engström startar skämttidningen Strix.

## Priser och utmärkelser
- Letterstedtska priset för översättningar – Alfred Jensen för samlingsverket Ur slavernas diktvärld och Erland Lagerlöf för översättningen av Juvenalis satirer
- Kungliga priset – Robert von Kræmer

## Nya böcker

### A – G
- Antikrists mirakler av Selma Lagerlöf[1]
- Dracula av Bram Stoker.
- En landstrykares anteckningar av Mark Twain

### H – N
- Havets hjältar av Rudyard Kipling
- Inferno av August Strindberg[2]
- Karolinerna av Verner von Heidenstam
- Kåserier i mystik av Ola Hansson
- Le chemineau (fr.) av Jean Richepin
- Lindelin av Jonas Lie
- Memories and Vagaries av Axel Munthe
- Nytt och gammalt av Gustaf Fröding

### O – U
- Sagan om den lilla, lilla gumman av Elsa Beskow[3][4]
- Skollärare John Chronschoughs memoarer (första delen) av August Bondeson

### V – Ö
- Vad är konsten? av Lev Tolstoj (1897–98)

## Födda
- 17 april – Thornton Wilder, amerikansk författare och manusförfattare.
- 14 juni – Jan Fridegård, svensk författare.
- 12 juli – Josef Högstedt, svensk författare och poet.
- 2 augusti – Philippe Soupault, fransk författare.
- 11 augusti – Enid Blyton, brittisk författare av barn- och ungdomsböcker.
- 16 september – Georges Bataille, fransk författare och filosof.
- 25 september – William Faulkner, amerikansk författare, nobelpristagare 1949.
- 27 september – Ebbe Linde, svensk poet, dramatiker och översättare.
- 30 september – Johan Falkberget, norsk författare.
- 3 oktober – Louis Aragon, fransk författare (dadaist).
- 2 november – Arthur Fischer, svensk skådespelare, författare, skulptör, akvarellist och tecknare.
- 17 december – Alice Lyttkens, svensk författare.

## Avlidna
- 9 januari – Herman Sätherberg, 84, svensk lyriker.
- 12 maj – Minna Canth, 53, finländsk författare.
- 22 oktober – Carl Anders Kullberg, 81, svensk skald och översättare.
- 15 december – Alphonse Daudet, 57, fransk författare och dramatiker.

### Fotnoter
1. ↑  ”Selma Lagerlöfs böcker”. Arkiverad från originalet den 27 augusti 2011. https://web.archive.org/web/20110827002154/http://selmalagerlof.org/bocker.html. Läst 12 april 2011.
2. ↑  ”August Strindberg”. 21 mars 1998. http://home.swipnet.se/~w-79963/Strindberg/. Läst 12 april 2011.
3. ↑  ”Elsa Beskows boktitlar”. Arkiverad från originalet den 14 december 2012. https://web.archive.org/web/20121214172009/http://kampanj.bonniercarlsen.se/beskow/titlar1.htm. Läst 12 april 2011.
4. ↑  Sverige 1900-talet – Från den lilla, lilla gumman till vilda bebin, NE, Bra Böcker, 2000